# Граф Вілмінґтон

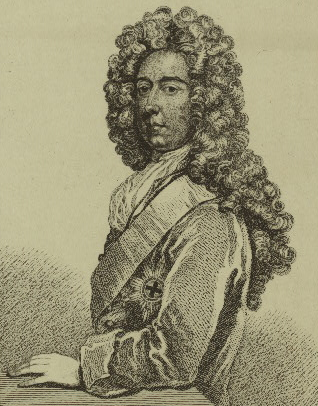
Спенсер Комптон,
1-й граф Вілмінґтон

Граф Вілмінґтон — титул перства Великої Британії Він був створений у 1730 році для політика Спенсера Комптона, 1-го барона Вілмінґтона, який пізніше обіймав посаду прем'єр-міністра Великої Британії від 1742 до 1743 року під час правління Георга II. Він уже був створений бароном Вілмінґтоном у 1728 році і отримав титул віконта Певенсі в той же час, коли йому надали титул графа. Комптон був третім сином Джеймса Комптона, 3-го графа Нортгемптона. Титули вимерли після його смерті в 1743 році, оскільки він не залишив спадкоємців чоловічої статі.
Титул Вілмінґтона відроджено в 1812 році, коли його пра-пра-племінник Чарльз Комптон, 9-й граф Нортгемптон, став бароном Вілмінґтоном, графом Комптоном і маркізом Нортгемптоном.
Американські поселення Вілмінґтон, Массачусетс, Вілмінґтон, Делавер; Вілмінґтон, Вермонт; і Вілмінґтон, Північна Кароліна, названі на честь Спенсера Комптона, графа Вілмінґтона.

## Графи Вілмінґтони (1730)
- Спенсер Комптон, 1-й граф Вілмінґтон (бл. 1674–1743)

## Зовнішні посилання
- Leigh Rayment's Peerage Pages – Peerages beginning with "W" (part 3)